# Maison de l'Entrepreneur
La Maison de l'Entrepreneur est un immeuble de style Art nouveau construit en 1900 par l’architecte Édouard Pelseneer à Ixelles en Belgique (région de Bruxelles-Capitale). 
Elle vaut surtout la présence sur sa façade du sgraffite "Les phases de la construction" réalisé par un des maîtres en la matière : Paul Cauchie.

## Situation
Cet immeuble est situé au n° 47 de la rue Malibran à Ixelles, au nord de la place Flagey et des étangs.

## Histoire
En 1900, l'architecte Édouard Pelseneer dessine les plans et réalise cet immeuble pour l'entrepreneur en maçonnerie Pierre Dricot. Paul Cauchie exécute le sgraffite.

## Façade
Cette maison bourgeoise est composée d'un façade asymétrique de deux travées et de trois niveaux. Si la travée de droite (plus étroite) n'a guère été modifiée depuis l'origine (seule la porte d'entrée a été remplacée), la travée gauche a été profondément transformée par la suppression au premier étage de l'oriel et l'apparition d'une baie vitrée moderne couvrant deux niveaux. Au rez-de-chaussée, à gauche, la porte cochère a été remplacée par une baie vitrée.
La façade a été entièrement restaurée dans sa conception d’origine en 2017.

## Sgraffite
Ce sgraffite de grande dimension est signé par Paul Cauchie dans sa partie inférieure droite. Il met en scène six ouvriers de la construction avec leurs outils, matériels et matériaux (échelles, échafaudages, paniers, bac rempli de mortier, corde, mètre, marteau, burin). Cette scène est un témoignage de la manière de construire à la Belle Époque. Un septième personnage coiffé d'un chapeau et tenant feuille de papier et crayon représente l'architecte ou le maître d'œuvre. Il se trouve au-dessus à gauche de ce sgraffite. Sur la partie supérieure représentant le ciel, on peut lire la date 1900 dans un cartouche entouré de lignes en coup de fouet. Cette partie supérieure  a été restaurée dans les années 1980. La suppression de l'oriel d'origine a enlevé à cette œuvre l'effet en trompe l'œil qui donnait l'impression que les échelles reposaient sur cet oriel.

## Sources
- Marie Resseler, Top 100 Art nouveau/Bruxelles, Éditions Aparté, 2010, pages 76 et 77.
- http://www.irismonument.be/fr.Ixelles.Rue_Malibran.47.html
- http://patrimoine.brussels/news/restauration-de-la-facade-du-47-rue-malibran